# Seagate Technology

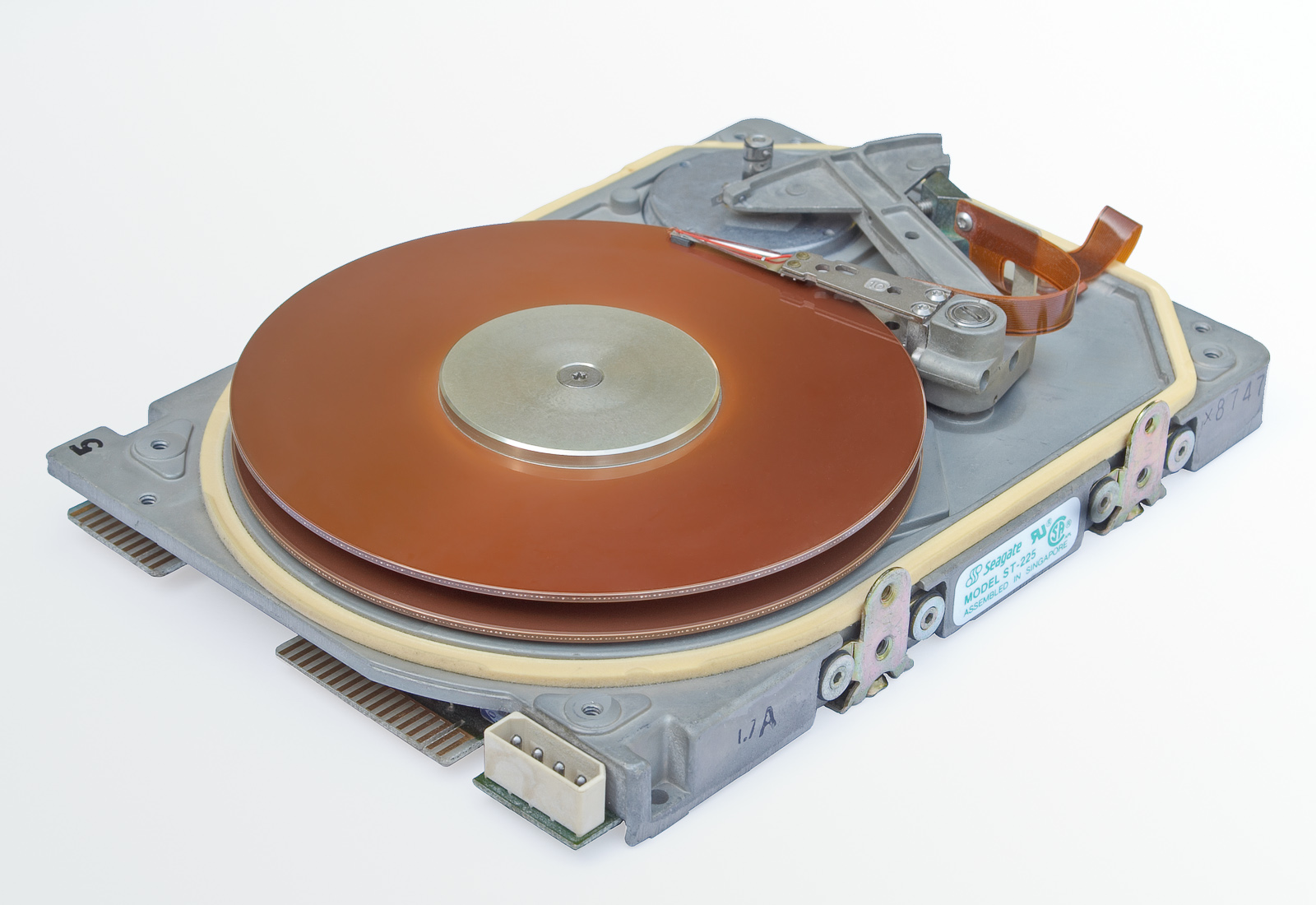
Seagate ST-225 merevlemez burkolat nélkül

A Seagate Technology egy amerikai cég, mely elsősorban számítógépekhez készít merevlemez meghajtókat. Egyike azon kevés cégnek a Western Digital és a Toshiba mellett, mely még ilyen terméket gyárt.
1978-ban alapította Alan Shugart Shugart Technology néven. 2017-ben 41 ezer alkalmazottat foglalkoztatott. Székhelye Kaliforniában, Fremont városban található. 2010 óta Dublinban is van egy főhadiszállása.
A Seagate részvényeit a NASDAQ tőzsdén jegyzik, és szerepel az S&P 500 részvényindexben. Korábban a Nasdaq-100 tőzsdeindexben is szerepeltek a részvényei.
Leányvállalata a LaCie, amit 2014-ben vásárolt fel.